# Egon Petri
Egon Petri, né à Hanovre le 23 mars 1881 et mort à Berkeley (Californie) le 27 mai 1962, est un pianiste classique néerlandais naturalisé américain.

## Biographie
Sa famille est néerlandaise, mais il est né à Hanovre et est élevé à Dresde. Son père, Henri Petri (1856–1914), un élève de Joseph Joachim, violoniste professionnel, lui enseigne le violon. Petri joue dans l'orchestre de la Staatskapelle de Dresde et avec le quatuor à cordes de son père. Il étudie la composition avec Hermann Kretzschmar (en) et Felix Draeseke au Conservatoire de Dresde.
Très jeune, Petri prend aussi des leçons de piano et se consacre à cet instrument après les vifs encouragements d'Ignacy Jan Paderewski et de Ferruccio Busoni, un ami de son père (qui fut le dédicataire du concerto et de sonates pour violon de Busoni). Il suit les leçons de Busoni, dont il se considère véritablement comme un disciple, et qui lui fait jouer tout particulièrement Jean-Sébastien Bach et Franz Liszt.
Durant la Première Guerre mondiale, Petri s'installe avec Busoni en Suisse où il l'aide à éditer les œuvres pour clavier de Bach. Dans les années 1920, Petri enseigne le piano à Berlin. En 1923, il est le premier soliste étranger à jouer en URSS. En 1927 il part pour Zakopane en Pologne où il dirige des sessions et des master-classes d'été et d'automne à destination d'un groupe d'élèves pianistes, jusqu'au déclenchement de la Seconde Guerre mondiale en 1939. À partir de 1929, il réalise plusieurs enregistrements pour divers labels tels que Columbia Records.
Petri fuit la Pologne la veille de l'invasion allemande en septembre 1939, laissant derrière lui tous ses livres, sa musique, ses lettres, y compris sa correspondance avec Busoni (qui sera retrouvée par la suite). Il part pour les États-Unis, où il travaille à l'université Cornell puis au Mills College à Oakland. Dès lors, il refusera toujours de jouer en Allemagne. Il est naturalisé américain en 1955.
Quoique citoyen néerlandais jusqu'à l'âge de 74 ans, il n'a jamais vécu aux Pays-Bas et n'a jamais parlé aisément le néerlandais, alors qu'il parlait couramment l'allemand, l'anglais, le français, l'italien, le polonais et le russe.